# الحصين (ساة)

تعديل مصدري - تعديل

الحصين هي إحدى قرى عزلة ساه بمديرية ساة التابعة لمحافظة حضرموت، بلغ تعداد سكانها 214 نسمة حسب تعداد اليمن لعام 2004.